# Das Geschlecht der Engel
Das Geschlecht der Engel (Originaltitel: Il sesso degli angeli) ist ein 1967 gedrehter, deutsch-italienischer Spielfilm mit Doris Kunstmann in einer ihrer frühen Kinofilmrollen.

## Handlung
Nora, Nancy und Carla sind drei miteinander befreundete junge Frauen. Sie eint ihre Herkunft aus gutem und reichem Hause, aber auch die Verachtung des so genannten Establishments – und sie nutzen die Vorzüge dieser Herkunft dennoch weidlich aus: Für eine kurze Flucht aus ihrem vorgezeichneten, von Konventionen und an sie gestellten Erwartungen bestimmten Leben „kapern“ sich die drei Mädels für ein Wochenende kurzerhand die Yacht von Noras Vater. Erst auf den Weiten des Meeres fühlen sie sich von allen Normen und Zwängen befreit. Auf offener See versucht jede von ihnen mit allen Mitteln die Neugier auf ein neues und eigenes Leben zu befriedigen. Nancy hat Rauschgift an Bord gebracht und überredet ihre Freundinnen auf der Suche nach neuen Erfahrungen und Ausschweifungen dazu, einen Mann als Toyboy mitzunehmen. Er heißt Marco und findet als Hahn im Korb an Bord rasch Gefallen an dieser sich anbietenden ménage à trois, zumal ihn die drei Schönen nach allen Regeln der Kunst zu verwöhnen beabsichtigen. 
Nach dem ersten Tag erotischen Vorgeplänkels, das einhergeht mit reichlich Alkoholgenuss, scheinen sich zwischen Marco und Carla echte Gefühle zu entwickeln. Gegen Abend wollen die Vier es wagen und das von Nancy mitgebrachte LSD ausprobieren. Es folgt eine hemmungslose Orgie, in der geheimste Sehnsüchte und Triebe hervortreten. Jegliche Hemmungen fallen, die Sinne werden geblendet und bislang noch geltende Konventionen aufgelöst, Gelüste enthemmt ausgelebt. In diesem Zustand allgemeiner Unzurechnungsfähigkeit fällt plötzlich ein Pistolenschuss. Marco wird lebensgefährlich verletzt. Als der Drogenrausch allmählich abklingt, weiß niemand, was passiert ist. War es ein Unfall, aus Unvorsicht geboren, oder gar ein versuchter Mord? Nur noch eine sofortige Operation könnte Marco jetzt helfen, doch die beiden dominanten Frauen Nora und Nacy sind dazu nicht bereit, als er sie anfleht, sofort den nächsten Hafen anzusteuern. Sie verdrängen das Geschehene, da ihnen durch diese Katastrophe klar wird, wie wenig sie sich von ihren verhassten Konventionen und Bindungen an ihr bisheriges, leeres Luxusleben lösen können. Marco wäre doch nur ein Zeichen dafür, wie sehr all die anderen im Recht waren, die ihren losen Lebensstil schon immer verurteilt und verteufelt hatten! 
Und so vergnügen sich Nora und Nancy lieber weiterhin auf der Yacht zwischen den dalmatinischen Inseln. Carlas inständiges Bitten, alles zu tun, um das Leben ihrer neuen Liebe zu retten, verhallt bei ihren eiskalten, nihilistischen Freundinnen ungehört. In seiner Todesangst begreift Marco allmählich die schreckliche Entscheidung der Mädchen, die ihn lieber sterben sehen, als sich den drohenden gesellschaftlichen Komplikationen auszusetzen. Tatsächlich stirbt er langsam und qualvoll. Nach seinem Tod versenken die beiden Todesengel Nancy und Nora mit einer fröstelnd machenden Kälte und Gewissenlosigkeit die Leiche auf hoher See, um anschließend heiter und gelassen den Heimathafen anzusteuern, dort das Schiff zu verlassen und sich nunmehr wieder unbeschadet das Leben an Land und als Teil der gehobenen Gesellschaft fortzuführen. Nur Carla kann sich nicht von dem Meer trennen, aus dessen Wellen sie immer noch die flehenden Augen Marcos anzustarren scheinen...

## Produktionsnotizen
Das Geschlecht der Engel wurde in der Adria gedreht und erlebte seine Uraufführung am 24. Februar 1968 in Italien. In Deutschland wurde der Film erst am 9. Oktober 1970 aufgeführt. Nadia Vitali entwarf die Kostüme.

## Kritik
Das Lexikon des Internationalen Films befand: „Erbärmlich inszenierte Kolportage.“

## Einzelnachweis
1. ↑  Das Geschlecht der Engel. In: Lexikon des internationalen Films. Filmdienst, abgerufen am 14. August 2017.